# Suzanne Webb

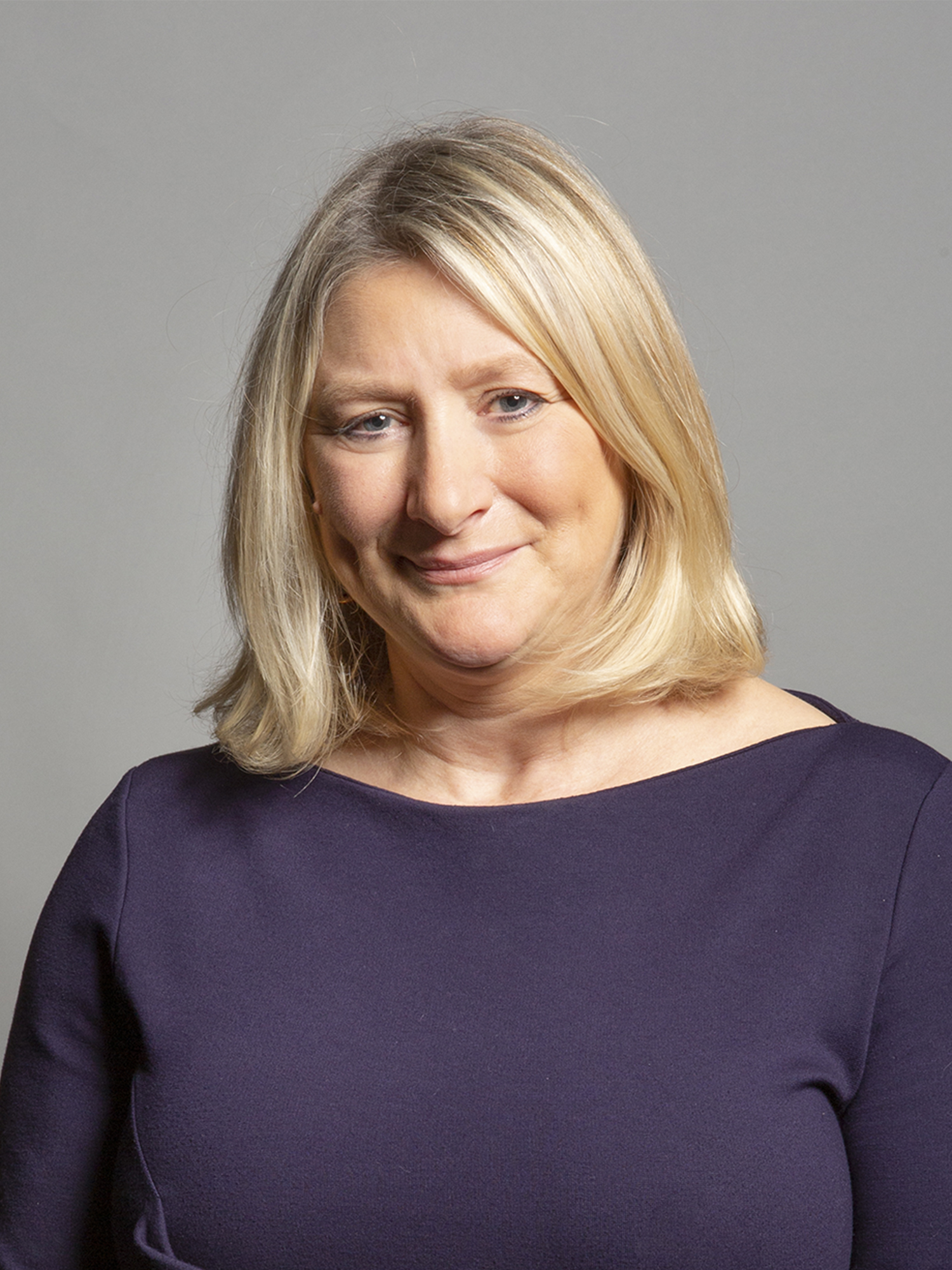
Imagem de Suzzane Webb.

Suzanne Webb (nascida em 4 de fevereiro de 1966) é uma política do Partido Conservador britânico que é membro do Parlamento (MP) por Stourbridge desde as eleições gerais de 2019. Ela também continua a ser uma vereadora local do distrito de Castle Vale em Birmingham.

## Carreira política
Webb foi eleita conselheira do Partido Conservador para o distrito de Castle Vale na Câmara Municipal de Birmingham em 3 de maio de 2018. O seu mandato expira em 2022.
Ela já havia se apresentado como candidata conservadora pelo distrito de Sutton Vesey nas eleições locais de 2016 em Birmingham. Ela também se candidatou nas eleições de 2019 para o Parlamento Europeu (Reino Unido) em West Midlands.